# Robert Graves
Pour les articles homonymes, voir Graves.
Robert Ranke Graves, né le 24 juillet 1895 à Wimbledon (Londres) et mort le 7 décembre 1985 à Deià (île de Majorque, Espagne), est un poète et romancier britannique.

## Biographie
Robert Graves est le fils de l'écrivain irlandais Alfred Perceval Graves et de son épouse, née Amalia von Ranke (petite-nièce de l'historien Leopold von Ranke). Il interrompt ses études pour s'engager en 1914 et devient capitaine dans un régiment des Royal Welsh Fusiliers. En 1916, il participe à la bataille de la Somme. Grièvement blessé par un éclat d'obus qui lui perfore le poumon, il est, par erreur, officiellement déclaré « mort de blessures », mais il survit et part en convalescence en Angleterre où il termine la guerre après un bref retour en France. Il échappe de peu à la grippe espagnole. En 1919, il reprend ses études à l'université d'Oxford et se spécialise en langue et littérature anglaises.
Marié en janvier 1918, sa vie conjugale souffre d'épisodes de stress post-traumatique. Il divorce de Nancy Nicholson en 1929. 

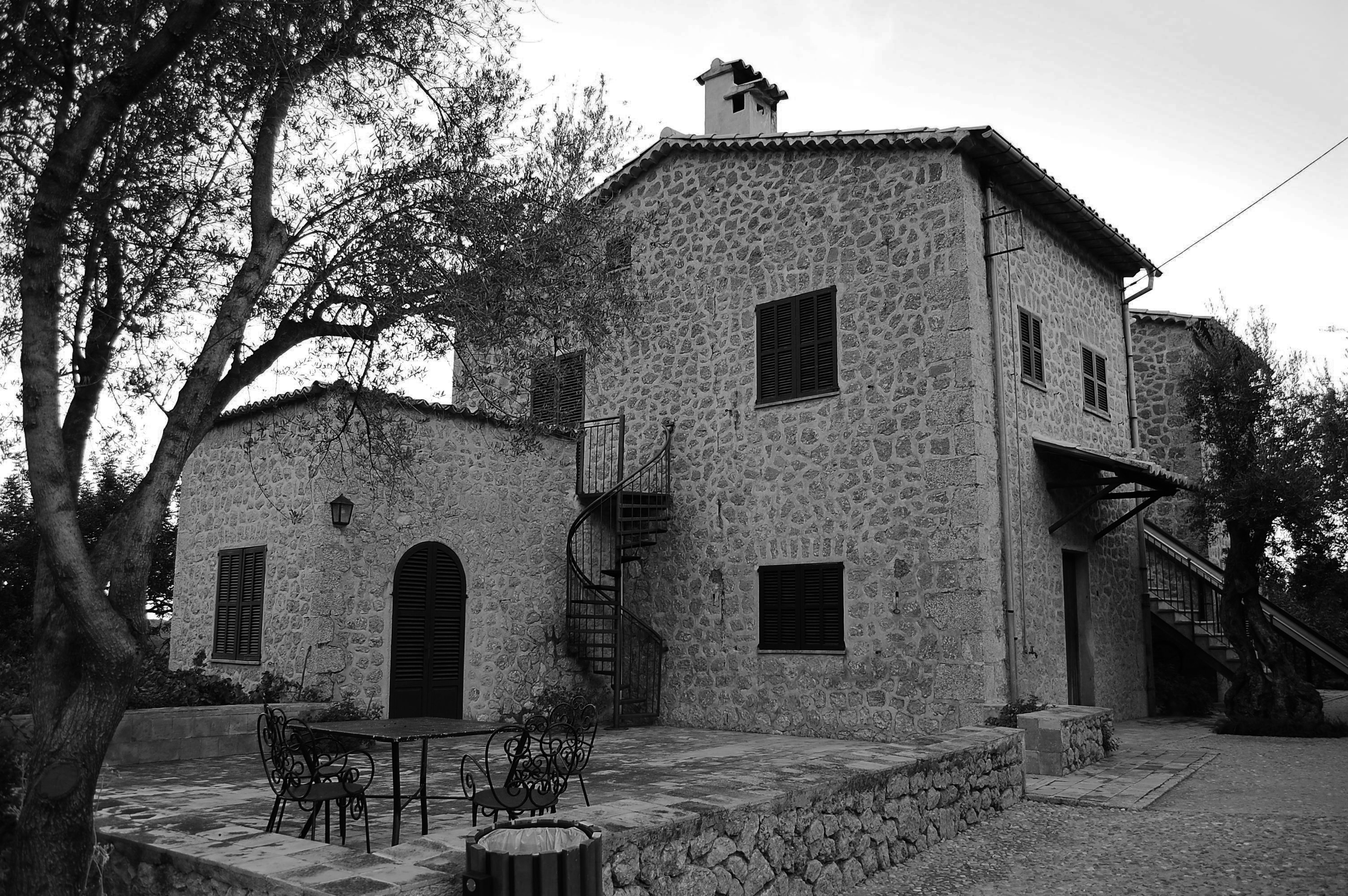
La maison de l’écrivain à Déia.

Sa connaissance des mythes européens lui permet de rédiger de nombreux livres, dont deux en particulier ont rencontré le succès : La Déesse Blanche (aujourd'hui édité sous le titre Les Mythes celtes) et Les Mythes grecs. Malgré quelques critiques venues d'historiens (notamment concernant un penchant pour l'évhémérisme et certaines réflexions datées du philologue Bachofen sur les sociétés archaïques, supposées matriarcales, par exemple), ces ouvrages, en particulier Les Mythes grecs, sont appréciés essentiellement pour leur exhaustivité, leur ambition étant de recenser l'ensemble des mythes dans les différentes versions connues, selon les sources, depuis l'Antiquité.
En 1929, Graves publie ses souvenirs, essentiellement de la Première Guerre mondiale, dans Good-Bye to All That. Ce titre désabusé est justifié à la fin de l'avant-dernier chapitre dans lequel il évoque très brièvement son divorce : « We parted on May 6th, 1929. She, of course, insisted on keeping the children. So, I went abroad, resolved never to make England my home again ; which explains the “Goodbye to All That” of this title »,.
Il s'exile en 1929 avec Laura Riding à Majorque, au village de Deià, où il vit pendant quarante-sept années.
Robert Graves est surtout connu pour son roman historique Moi, Claude, adapté en 1976 pour la télévision sous le titre Moi Claude empereur (I, Claudius). Cette mini-série britannique est réalisée par Herbert Wise, avec Derek Jacobi dans le rôle titre.

## Œuvre
La liste qui suit est fondée sur la bibliographie de Higginson qui fait référence et comporte les différences entre les titres respectifs des éditions britanniques et américaines.

### Poésie
- Over the Brazier. London : The Poetry Bookshop, 1916 ; New York : St Martins Press, 1975
- Goliath and David. London : Chiswick Press, 1917
- Fairies and Fusiliers. London : William Heinemann,1917 ; New York : Alfred. A. Knopf, 1918
- Treasure Box. London : Chiswick Press, 1920
- Country Sentiment. London : Martin Secker, 1920 ; New York : Alfred. A. Knopf, 1920
- The Pier-Glass. London : Martin Secker, 1921 ; New York : Alfred. A. Knopf, 1921
- Whipperginny. London : William Heinemann, 1923 ; New York : Alfred. A. Knopf, 1923
- The Feather Bed. Richmond, Surrey : Hogarth Press, 1923
- Mock Beggar Hall. London : Hogarth Press, 1924
- Welchmans Hose. London : The Fleuron, 1925
- Poems. London : Ernest Benn, 1925
- The Marmosites Miscellany (sous le pseudonyme de John Doyle). London : Hogarth Press, 1925
- Poems (1914-1926). London : William Heinemann, 1927 ; New York : Doubleday, 1929
- Poems (1914-1927). London : William Heinemann, 1927
- Poems 1929. London : Seizin Press, 1929
- Ten Poems More. Paris : Hours Press, 1930
- Poems 1926-1930. London : William Heinemann, 1931
- To Whom Else? Deyá, Mallorca : Seizin Press, 1931
- Poems 1930-1933. London : Arthur Barker, 1933
- Collected Poems. London : Cassell, 1938 ; New York : Random House, 1938
- No More Ghosts : Selected Poems. London : Faber and Faber, 1940
- Work in Hand (en collaboration avec Norman Cameron et Alan Hodge). London : Hogarth Press, 1942
- Poems. London : Eyre & Spottiswoode, 1943
- Poems 1938-1945. London : Cassell, 1945 ; New York : Creative Age Press, 1946
- Collected Poems (1914-1947). London : Cassell, 1948
- Poems and Satires. London : Cassell, 1951
- Poems 1953. London : Cassell, 1953
- Collected Poems 1955. New York : Doubleday, 1955
- Poems Selected by Himself. Harmondsworth : Penguin, 1957 ; versions révisées en 1961, 1966, 1972, 1978
- The Poems of Robert Graves. New York : Doubleday, 1958
- Collected Poems 1959. London : Cassell, 1959
- The Penny Fiddle : Poems for Children. London : Cassell, 1960 ; New York : Doubleday, 1961
- More Poems 1961. London : Cassell, 1961
- Collected Poems. New York : Doubleday, 1961
- New Poems 1962. London : Cassell, 1962 ; as New Poems, New York : Doubleday, 1963
- The More Deserving Cases : Eighteen Old Poems for Reconsideration. Marlborough : Marlborough College Press, 1962
- Man Does, Woman Is. London : Cassell, 1964 ; New York : Doubleday, 1964
- Ann at Highwood Hall : Poems for Children. London : Cassell, 1964
- Love Respelt. London : Cassell, 1965 ; New York : Doubleday, 1966
- Collected Poems 1965. London : Cassell, 1965
- Seventeen Poems Missing from « Love Respelt ». Privately printed, 1966
- Colophon to « Love Respelt ». Privately printed, 1967
- Poems 1965-1968. London : Cassell, 1968 ; New York : Doubleday, 1969
- Poems About Love. London : Cassell, 1969 ; New York : Doubleday, 1969
- Love Respelt Again. New York : Doubleday, 1969
- Beyond Giving. privately printed, 1969
- Poems 1968-1970. London : Cassell, 1970 ; New York : Doubleday, 1971
- The Green-Sailed Vessel. Privately printed, 1971
- Poems : Abridged for Dolls and Princes. London : Cassell, 1971
- Poems 1970-1972. London : Cassell, 1972 ; New York : Doubleday, 1973
- Deyá, A Portfolio. London : Motif Editions, 1972
- Timeless Meeting : Poems. Privately printed, 1973
- At the Gate. Privately printed, London, 1974
- Collected Poems 1975. London : Cassell, 1975
- New Collected Poems. New York : Doubleday, 1977
- The Centenary Selected Poems. ed. Patrick Quinn. Manchester : Carcanet Press, 1995
- Complete Poems Volume 1. ed. Beryl Graves and Dunstan Ward. Manchester : Carcanet Press, 1995
- Complete Poems Volume 2. ed. Beryl Graves and Dunstan Ward. Manchester : Carcanet Press, 1996
- Complete Poems Volume 3. ed. Beryl Graves and Dunstan Ward. Manchester : Carcanet Press, 1999
- The Complete Poems in One Volume ed. Beryl Graves and Dunstan Ward. Manchester : Carcanet Press, 2000

#### Anthologie parue en France
- Poèmes choisis, choix et traduction par Anne Mounic, Paris, Club des poètes, 1994  (ISBN 2-9506210-6-6) ; réédition sous le titre Poèmes, Paris / Montréal, l'Harmattan, coll. « Poètes des cinq continents », no 279, 2000  (ISBN 2-7384-9579-6)

### Romans
Il s'agit pour la plupart de romans historiques : 
- My Head! My Head!. London : Sucker, 1925 ; Alfred. A. Knopf, New York, 1925
- No Decency Left (en collaboration avec Laura Riding) (sous le pseudonyme de Barbara Rich). London : Jonathan Cape, 1932
- The Real David Copperfield. London : Arthur Barker, 1933 ; réédition sous le titre David Copperfield, by Charles Dickens, Condensed by Robert Graves, ed. M. P. Paine. New York : Harcourt, Brace, 1934
- I, Claudius. London : Arthur Barker, 1934 ; New York : Smith & Haas, 1935 Publié en français sous le titre Moi, Claude, traduit par Suzanne Rémond-Pairault, Paris, Plon, 1939 ; réédition, Paris, Gallimard, coll. « L'Histoire fabuleuse », 1964 ; réédition, Paris, Gallimard, coll. « Folio » no 1813, 1987  (ISBN 2-07-037813-6)
- Claudius the God. London : Arthur Barker, 1935 ; réédité sous le titre Claudius the God and his wife Messalina, Leipzig/Paris : Albatross, 1937 Publié en français avec le titre précédent sous le titre général Moi, Claude, empereur, 3 vol., Paris, Gallimard, coll. « Du monde entier », 1978
- Antigua, Penny, Puce. Deyá, Mallorca/London : Seizin Press/Constable, 1936 ; New York : Random House, 1937
- Count Belisarius. London : Cassell, 1938 : Random House, New York, 1938 Publié en français sous le titre Le Comte Bélisaire, traduit par Michel Courtois-Fourcy, Paris, Flammarion, 1987  (ISBN 2-08-064654-0)
- Sergeant Lamb of the Ninth. London : Methuen, 1940 ; réédition sous le titre Sergeant Lamb's America, New York : Random House, 1940
- Proceed, Sergeant Lamb. London : Methuen, 1941 ; New York : Random House, 1941
- The Story of Marie Powell : Wife to Mr. Milton. London : Cassell, 1943 ; réédition sous le titre Wife to Mr Milton : The Story of Marie Powell, New York : Creative Age Press, 1944 Publié en français sous le titre Madame Milton, traduit par Renée Villoteau, Paris, Éditions du Pavois, coll. « Bibliothèque internationale », 1946 Publié en français sous le titre L'Épouse de monsieur Milton, traduit par Jan Dusay, Lausanne, l'Âge d'Homme, coll. « L'Histoire est un roman », 1990
- The Golden Fleece. London : Cassell, 1944 ; réédition sous le titre Hercules, My Shipmate, New York : Creative Age Press, 1945 Publié en français sous le titre La Toison d'or, traduit par Arax Der Nersessian, Paris, Gallimard, coll. « L'Histoire fabuleuse », 1964 ; réédition, Paris, Gallimard, coll. « Du monde entier », 2010  (ISBN 978-2-07-013160-0)
- King Jesus. New York : Creative Age Press, 1946 ; London : Cassell, 1946 Publié en français sous le titre King Jesus, traduit par Claude Seban, Paris, Stock, coll. « Nouveau cabinet cosmopolite », 1993  (ISBN 2-234-02603-2) ; réédition, Paris, Stock, coll. « La bibliothèque cosmopolite », 1999  (ISBN 2-234-05093-6) ; réédition, Paris, Libretto no 549, 2016  (ISBN 978-2-36914-288-1)
- Watch the North Wind Rise. New York : Creative Age Press, 1949
- Seven Days in New Crete. London : Cassell, 1949, University Press paperback, 1983
- The Islands of Unwisdom. New York : Doubleday, 1949 ; réédition sous le titre The Isles of Unwisdom, London : Cassell, 1950 Publié en français sous le titre Les Îles de la déraison, traduit par Claude Seban, Paris, Stock, coll. « Nouveau cabinet cosmopolite », 1995  (ISBN 2-234-04488-X)
- Homer's Daughter. London : Cassell, 1955 ; New York : Doubleday, 1955 Publié en français sous le titre La Fille d'Homère, traduit par Claude Seban, Paris, Stock, coll. « Nouveau cabinet cosmopolite », 1994  (ISBN 2-234-04323-9)
- Catacrok! Mostly Stories, Mostly Funny. London : Cassell, 1956
- They Hanged My Saintly Billy. London : Cassell, 1957 ; New York : Doubleday, 1957
- An Ancient Castle, London : Peter Owen, 1980

### Recueils de nouvelles
- The Shout. London : Mathews & Marrot, 1929 Publié en français sous le titre Le Cri : et autres nouvelles anglaises, Toulouse, Éditions Ombres, coll. « Petite bibliothèque Ombres » no 62, 1995  (ISBN 2-84142-025-6)
- Collected Short Stories. Doubleday : New York, 1964 ; Cassell, London, 1965

### Autres ouvrages
- On English Poetry. New York : Alfred. A. Knopf, 1922 ; London : Heinemann, 1922
- The Meaning of Dreams. London : Cecil Palmer, 1924 ; New York : Greenberg, 1925
- Poetic Unreason and Other Studies. London : Cecil Palmer, 1925
- Contemporary Techniques of Poetry : A Political Analogy. London : Hogarth Press, 1925
- Another Future of Poetry. London : Hogarth Press, 1926
- Impenetrability or The Proper Habit of English. London : Hogarth Press, 1927
- The English Ballad : A Short Critical Survey. London : Ernest Benn, 1927 ; version révisée sous le titre English and Scottish Ballads, London : William Heinemann, 1957 ; New York : Macmillan, 1957.
- Lars Porsena or The Future of Swearing and Improper Language. London : Kegan Pall, Trench, Trubner, 1927 ; E.P. Dutton, New York, 1927 ; version révisée sous le titre The Future of Swearing and Improper Language, London : Kegan Paul, Trench, Trubner, 1936
- A Survey of Modernist Poetry (en collaboration avec Laura Riding). London : William Heinemann, 1927 ; New York : Doubleday, 1928
- Lawrence and the Arabs. London : Jonathan Cape, 1927 ; réédition sous le titre Lawrence and the Arabian Adventure, New York : Doubleday, 1928 Publié en français sous le titre Lawrence et les Arabes, traduit par Jeanne Roussel, Paris, Gallimard, 1933 ; réédition, Paris, Payot, coll. « Voyageurs Payot », 1990  (ISBN 2-228-88262-3) ; réédition, Paris, Payot, coll. « Petite bibliothèque Payot : voyageurs » no 121, 1992  (ISBN 2-228-88583-5)
- A Pamphlet Against Anthologies (en collaboration avec Laura Riding). London : Jonathan Cape, 1928 ; réédition sous le titre Against Anthologies, New York : Doubleday, 1928
- Mrs. Fisher or The Future of Humour. London : Kegan Paul, Trench, Trubner, 1928
- Goodbye to All That : An Autobiography. London : Jonathan Cape, 1929 ; New York : Jonathan Cape and Smith, 1930 ; version révisée sous le même titre, New York : Doubleday, 1957 ; London : Cassell, 1957 ; Penguin : Harmondsworth, 1960 Publié en français sous le titre Adieu à tout cela, traduit par Robert M. Pépin, Paris, Stock, 1965 ; réédition, Paris, Éditions Autrement, coll. « Littératures », 1998  (ISBN 2-86260-757-6) ; réédition, Paris, Libretto, coll. « Littérature étrangère » no 608, 2018  (ISBN 978-2-36914-416-8)
- But It Still Goes On : An Accumulation. London : Jonathan Cape, 1930 ; New York : Jonathan Cape and Smith, 1931
- T. E. Lawrence to His Biographer Robert Graves. New York : Doubleday, 1938 ; London : Faber & Faber, 1939
- The Long Weekend (en collaboration avec Alan Hodge). London : Faber & Faber, 1940 ; New York : Macmillan, 1941
- The Reader Over Your Shoulder (en collaboration avec Alan Hodge). London : Jonathan Cape, 1943 ; New York : Macmillan, 1943
- The White Goddess. London : Faber & Faber, 1948 ; New York : Creative Age Press, 1948 ; version révisée, London : Faber & Faber, 1952, 1961 ; New York : Alfred. A. Knopf, 1958 Publié en français sous le titre La Déesse blanche, traduit par Guy Trévoux, Monaco, Éditions du Rocher, coll. « Gnose », 1979  (ISBN 2-268-00034-6) ; réédition sous le titre Les Mythes celtes : La Déesse blanche, Monaco, Éditions du Rocher, coll. « Gnose », 1989  (ISBN 2-268-00804-5) ; réédition, Monaco/Paris, Éditions du Rocher, coll. « Brocéliande », 1995  (ISBN 2-268-02046-0)
- The Common Asphodel : Collected Essays on Poetry 1922-1949. London : Hamish Hamilton, 1949
- Occupation : Writer. New York : Creative Age Press, 1950 ; London : Cassell, 1951
- The Nazarene Gospel Restored (en collaboration avec Joshua Podro). London : Cassell, 1953 ; New York : Doubleday, 1954
- The Greek Myths. London : Penguin, 1955 ; Baltimore : Penguin, 1955 Publié en français sous le titre Les Mythes grecs, traduit par Mounir Hafez, Paris, Fayard, 1967 ; réédition, Paris, Hachette, coll. « Le Livre de poche. Pluriel », 2 vol., 1983 ; réédition, Paris, LGF, coll. « Le Livre de poche. La pochothèque. Encyclopédies d'aujourd'hui », 2002  (ISBN 2-253-13030-3)
- The Crowning Privilege : The Clark Lectures, 1954-1955. London : Cassell, 1955 ; New York : Doubleday, 1956
- Adam's Rib. London : Trianon Press, 1955 ; New York : Yoseloff, 1958
- Jesus in Rome (en collaboration avec Joshua Podro). London : Cassell, 1957
- Steps. London : Cassell, 1958
- 5 Pens in Hand. New York : Doubleday, 1958
- Food for Centaurs. New York : Doubleday, 1960
- Greek Gods and Heroes. New York : Doubleday, 1960 ; réédition sous le titre Myths of Ancient Greece, London : Cassell, 1961
- Selected Poetry and Prose (éd. James Reeves). London : Hutchinson, 1961
- Oxford Addresses on Poetry. London : Cassell, 1962 ; New York : Doubleday, 1962
- The Siege and Fall of Troy. London : Cassell, 1962 ; New York : Doubleday, 1963
- The Big Green Book. New York : Crowell Collier, 1962 ; Penguin : Harmondsworth, 1978 Publié en français sous le titre Le Grand Livre vert, traduit par Marie-Raymond Farré, illustrations de Maurice Sendak, Paris, Gallimard, coll. « Enfantimages », 1979 ; réédition, Paris, Gallimard, coll. « Folio cadet rouge » no 237, 1991  (ISBN 2-07031237-2) ; réédition, Paris, Gallimard jeunesse, coll. « Gallimard album », 2003  (ISBN 2-07-055407-4).Nouvelle traduction due à Françoise Morvan, éditions MeMo, novembre 2021 (dans le cadre de la traduction des albums de Sendak inédits en français ou épuisés, coll. « Les petits trésors de Sendak »)  (ISBN 9782352895084).
- Hebrew Myths. The Book of Genesis (en collaboration avec Raphael Patai). New York : Doubleday, 1964 ; London : Cassell, 1964 Publié en français sous le titre Les Mythes hébreux, traduit par Jean-Paul Landais, Paris, Fayard, 1987  (ISBN 2-213-02063-9)
- Majorca Observed. London : Cassell, 1965 ; New York : Doubleday, 1965
- Mammon and the Black Goddess. London : Cassell, 1965 ; New York : Doubleday, 1965
- Two Wise Children. New York : Harlin Quist, 1966 ; London : Harlin Quist, 1967
- Poetic Craft and Principle. London : Cassell, 1967
- The Poor Boy Who Followed His Star. London : Cassell, 1968 ; New York : Doubleday, 1969
- Greek Myths and Legends. London : Cassell, 1968
- The Crane Bag. London : Cassell, 1969
- On Poetry : Collected Talks and Essays. New York : Doubleday, 1969
- Difficult Questions, Easy Answers. London : Cassell, 1972 ; New York : Doubleday, 1973
- Collected Writings on Poetry. éd. Paul O'Prey, Manchester : Carcanet Press, 1995
- Some Speculations on Literature, History, and Religion. éd Patrick Quinn, Manchester : Carcanet Press, 2000

## Filmographie

### Comme scénariste

#### Au cinéma
- 1973 : Les Amazones (War Goddess), film italo-franco-espagnol réalisé par Terence Young. Pour ce film, Robert Graves participe à la réécriture du scénario original de Richard Aubrey

#### À la télévision
- 1967 : Much Ado About Nothing, téléfilm britannique réalisé par Alan Cooke, adaptation par Robert Graves de la pièce Beaucoup de bruit pour rien de William Shakespeare, avec Derek Jacobi, Maggie Smith, Michael Byrne

### Adaptations de ses œuvres par des tiers

#### Au cinéma
- 1978 : Le Cri du sorcier (The Shout), film britannique réalisé par Jerzy Skolimowski, d'après la nouvelle éponyme de Robert Graves, avec Alan Bates, Susannah York et John Hurt

#### À la télévision
- 1957 : The Mystery of Thirteen, épisode 7, saison 2 de la série télévisée américaine Playhouse 90, réalisé par Robert Mulligan, d'après une nouvelle de Robert Graves, avec Henry Jones, Romney Brent et Gladys Cooper
- 1962 : They Hanged My Saintly Billy, téléfilm britannique réalisé par Peter Dews, d'après le roman éponyme, avec Patrick Wymark
- 1976 : Moi Claude empereur (I, Claudius), mini-série britannique en 13 épisodes réalisée par Herbert Wise, avec Derek Jacobi dans le rôle titre